# Ibn Muʿādh al-Jayyānī
Abū ʿAbd Allāh Muḥammad ibn Muʿādh al-Jayyānī (en arabe ابن معاذ الجياني, né vers 989, mort après 1079 à Jaén) est un mathématicien, ouléma et cadi arabe, du califat de Cordoue. Il est à l'origine de travaux important sur les éléments d'Euclide et d'un des plus anciens traités de trigonométrie sphérique  de l'ouest médiéval, comme discipline indépendante de l'astronomie.

## Œuvres

### Œuvres conservées en arabe
- Risala fi Matrah al-su‘a‘at, manuscrit de 1265 conservé à la Biblioteca Medicea Laurenziana.
- Kitab Mayhulat qisi al-kura (Livre des inconnues des arcs de la sphère). On en a conservé deux manuscrits, l'un d'eux à la Bibliothèque du monastère royal de San Lorenzo d'El Escorial, l'autre à la Biblioteca Medicea Laurenziana de Florencia.
- Maqala fi Sarh al-nisba, un seul manuscrit conservé à la Bibliothèque nationale d'Argel.

### Autres œuvres
- Liber de Crepusculis matutino et vespertino, traduit de l'arabe au latin par Gerardo de Cremona.
- Liber tabularon Iahem cum regulis suius connu aussi sous le titre de Tables de Jaén, traduit par Gerardo de Cremona.
- Sur l'éclipse de soleil.